# 真如寺 (江西省)
真如寺（しんにょじ、中国語: 真如寺; 拼音: zhēnrúsì）は、中華人民共和国江西省九江市永修県にある雲居山に位置する寺院。真如禅寺、雲居禅院とも呼ばれる。禅宗の一派、曹洞宗の発祥の地として有名で、漢族地区仏教全国寺院の一つでもある。

## 歴史
古来より、雲居山は全国の禅宗にとって有名な場所であり、禅宗の聖地のような場所である。始まりは唐の憲宗の元和元年（806年）と言われ、当時は雲居禅院と言われた。道容禅師が建立し、弟子である全慶・全誨などにより寺院は守られた。唐の僖宗の中和3年（883年）に雲居道膺禅師が招かれ住職となり、徐々に名前が知られるようになった。僖宗はこの寺院に「龍昌禅院」という名前を与え、曹洞宗が広められるようになった。
北宋の真宗の大中祥符年間に、「真如禅寺」に名前が変えられた。明の万暦帝の万暦20年（1592年）に、北京の万仏堂の住職であった洪断和尚により雲居山にある真如寺の再建が行われた。その後、日中戦争で壊された。
1953年、中国仏教協会の名誉会長であった虚雲禅師により寺院が再建され、1959年に完工。1957年に江西省の保護単位となり、2006年に全国重点文物保護単位に指定された。文化大革命の初めの頃には、仏像・法器は徹底的な破壊に遭い、法師らは迫害に遭い、僧侶らはしかたなく一時的に還俗したことがある。1983年、中華人民共和国国務院により漢族地区仏教全国重点寺院に認定される。2015年4月2月、元全国人民代表大会常務委員会委員長である呉邦国が婦人を伴い寺院を参拝している。同年9月9日には、カンボジアの国王であったノロドム・シハモニが来訪し、釈迦の像を真如寺に寄贈している。
1959年10月13日、近代における禅宗の高僧である虚雲禅師はこの地で示寂、享年120、法臘101。1982年9月に高さ5.5m、直径3mになる虚雲禅師の舎利塔が建てられた。1990年9月には、虚雲紀念堂が増築されている。また、2017年12月21日、元中国仏教協会会長である一誠もこの地で示寂、享年91、法臘68年であった。

## 伽藍
山門、天王殿、鐘楼、鼓楼、大雄宝殿、蔵経閣、虚雲紀念堂

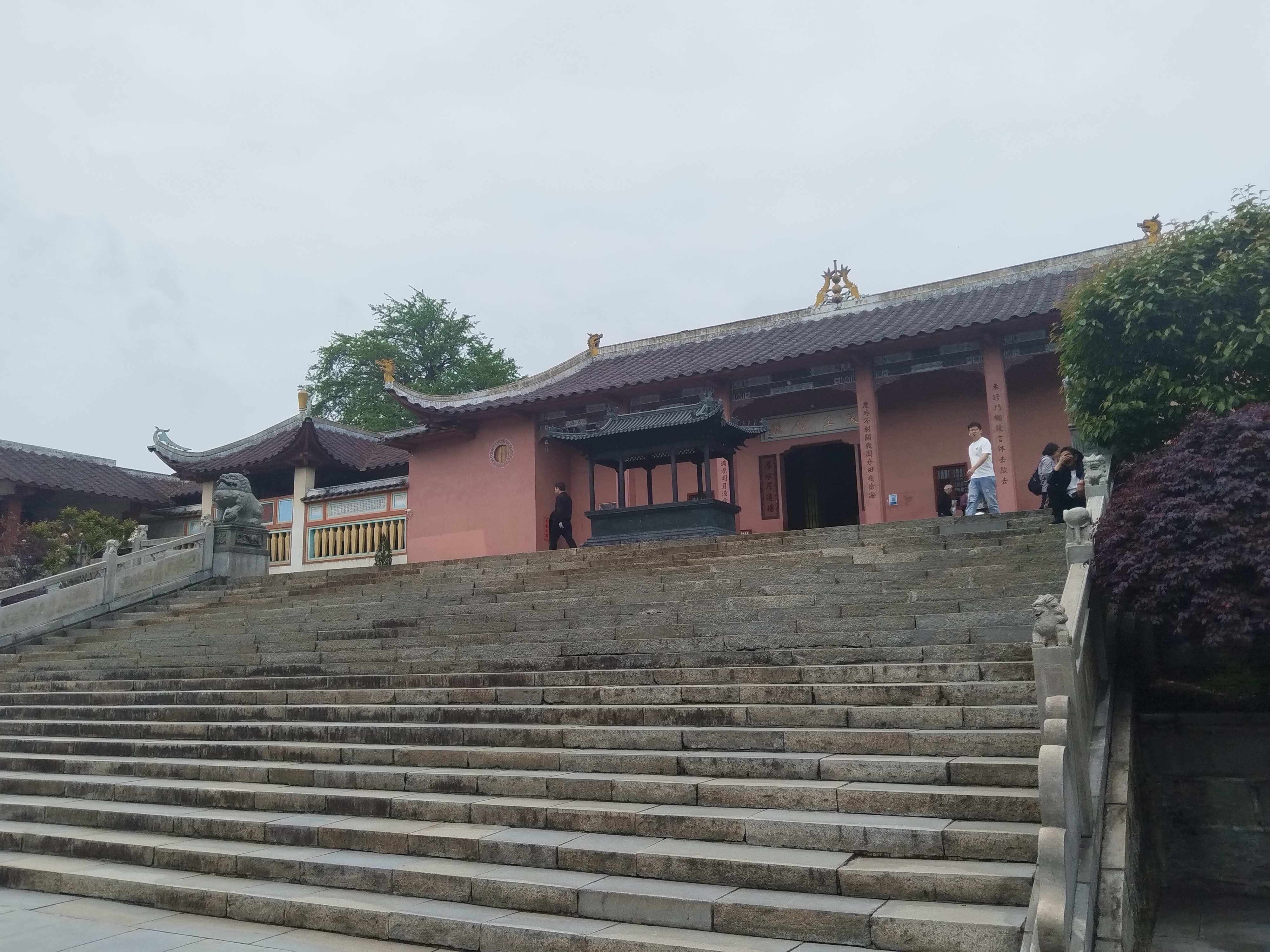
真如寺 入口